# Ceyroux
Ceyroux ist eine französische Gemeinde mit 125 Einwohnern (Stand 1. Januar 2022) im Département Creuse in der Region Nouvelle-Aquitaine. Sie gehört zum Kanton Le Grand-Bourg im Arrondissement Guéret.

## Geografie
Die Gemeinde liegt im Norden des Zentralmassivs, 22 Kilometer südwestlich von Guéret. Der Fluss Ardour bildet die nördliche Gemeindegrenze. Umgeben wird Ceyroux von den Nachbargemeinden  Mourioux-Vieilleville im Westen und Norden, Aulon im Nordosten, Saint-Dizier-Masbaraud im Südosten sowie Châtelus-le-Marcheix im Südwesten.

## Bevölkerungsentwicklung
| Jahr      | 1962 | 1968 | 1975 | 1982 | 1990 | 1999 | 2007 | 2019 |
| Einwohner | 229  | 266  | 203  | 181  | 135  | 107  | 123  | 125  |